# Bobkart

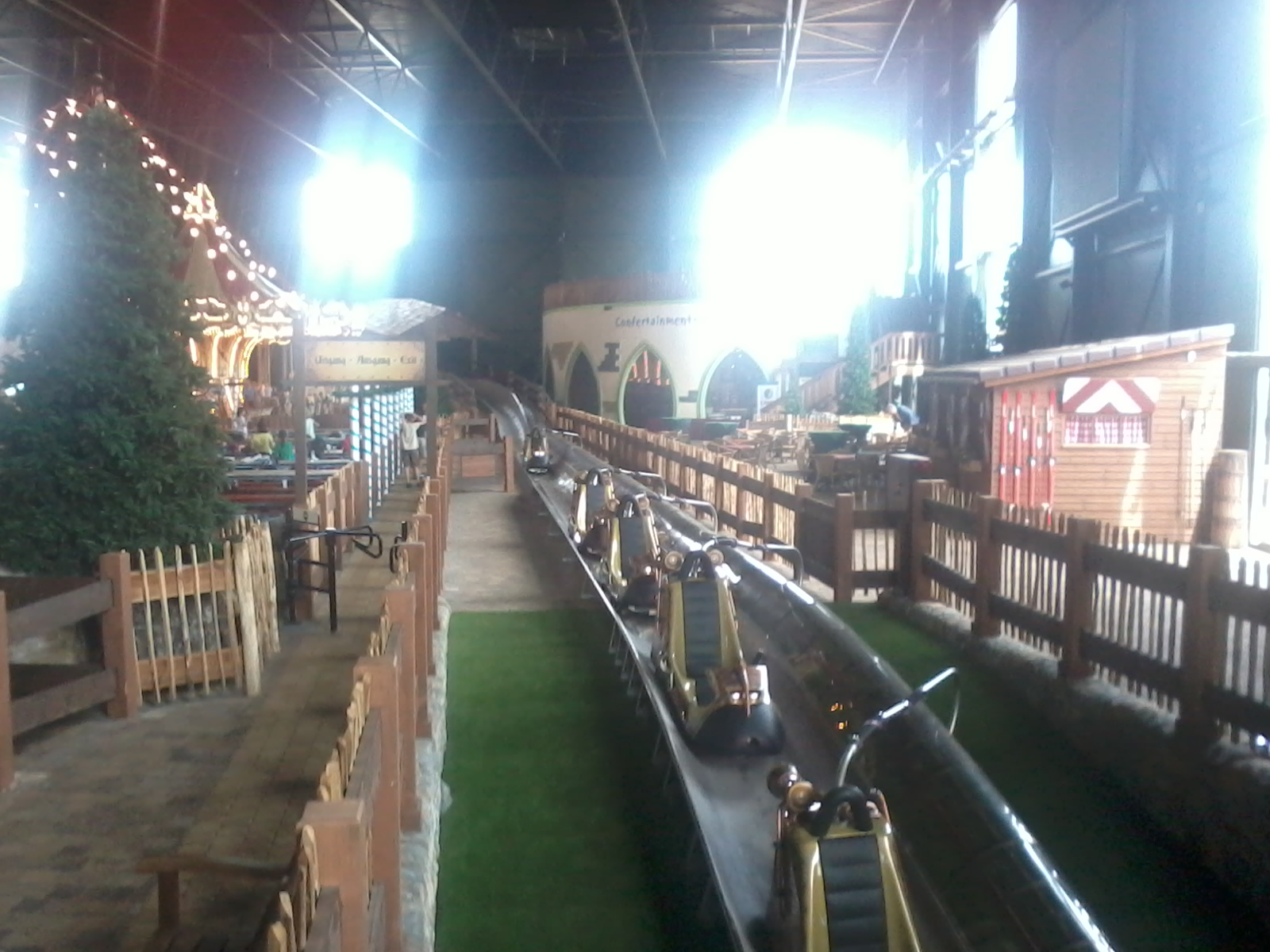
Bobkarts in Attractiepark Toverland.

Een bobkart is een attractietype dat een variant is op de "klassieke" rodelbaan.
Het grote verschil tussen een rodelbaan en een bobkart, is dat de voertuigen (bobkarts) automatisch aangedreven worden. Bovendien bevindt zich langs de gehele baan een rail, waaraan de bobkart door middel van een flexibele slang bevestigd is. De snelheid kan net zoals bij een rodelbaan bepaald worden door remhendels aan de zijkant van het voertuig. De snelheid van een bobkart kan maximaal oplopen tot circa 40 km/u.
De voordelen van een bobkart ten opzichte van een klassieke rodelbaan zijn:
- De baan kan op een vlakke ondergrond gebouwd worden, aangezien de voertuigen automatisch door de motor omhoog geduwd kunnen worden. De baan kan dus over en onder zichzelf door passeren.
- Doordat de voertuigen een motor bevatten, is een lift hill onnodig.
- De kans op een botsing is kleiner, doordat de bobkarts aan rails vastzitten. Hierdoor kan de computer precies de afstand berekenen met de voorliggende bobkart en zo nodig de bobkarts vertragen of tot stilstand brengen.
- De kans op een ongeluk waarbij de bobkart van de baan rijdt, is klein, omdat het aan een rail bevestigd zit.
- De bobkarts kunnen hun snelheid aanpassen aan de weersinvloeden zoals regen.
- De bobkart remt automatisch af bij het naderen van het station.

De nadelen van een bobkart zijn:
- Er bevinden zich geen veiligheidsbeugels. De kans bestaat dat een passagier uit de bobkart valt.
- Bij drukte op de baan kan een spookfile ontstaan.

De bobkart is ontworpen door de Duitse attractiebouwer Wiegand, die ook de Alpine Coaster heeft ontworpen.